# 양신초등학교
양신초등학교는 대한민국 충청남도 예산군에 있는 초등학교다.

## 학교 연혁
- 1956. 06. 02 양신국민학교 개교
- 1976. 05. 12 새마을 우수학교 문교부장관 표창
- 1979. 09. 20 8문교부장관기 쟁탈 정구 우승
- 1991. 03. 01 도지정 과학교육환경 심사학교 운영
- 1991. 03. 01 도지정 지역사회학교 시범운영
- 1996. 03. 01 양신초등학교로 개칭
- 1996. 11. 11 군지정 영어 특활 시범학교
- 1999. 03. 01 양막초등학교와 통합 6학급 편성
- 2015. 02. 13 제57회 졸업(총 졸업생 수 4033명)
- 2015. 03. 01 7학급 인가